# Heterolinyphia tarakotensis
Heterolinyphia tarakotensis är en spindelart som beskrevs av Jörg Wunderlich 1973. Heterolinyphia tarakotensis ingår i släktet Heterolinyphia och familjen täckvävarspindlar. Inga underarter finns listade i Catalogue of Life.